# Eryngium coquienbanum
Eryngium coquienbanum là một loài thực vật có hoa trong họ Hoa tán. Loài này được Phil. mô tả khoa học đầu tiên năm 1894.